# Самоуверенность
Самоуве́ренность — уверенность в правильности принимаемых решений, при этом имеющихся данных для определения правильности этих решений на самом деле недостаточно. Следует отличать от понятия «уверенность в себе» — свойства личности, ядром которого выступает позитивная оценка индивидом собственных навыков и способностей, как достаточных для достижения значимых для него целей и удовлетворения его потребностей.  Разница между этими двумя понятиями заключается в том, что "самоуверенность" - это эпитет, который человек А применяет в адрес человека В в ситуации, когда А считает, что В необоснованно уверен в себе. Граница между понятиями чрезвычайно тонка. Одно и то же поведение, и одни и те же установки называются и "самоуверенность" - когда говорящий не одобряет или считает необоснованным видимое, и "уверенность в себе" - когда говорящий одобряет или считает обоснованной уверенность, или считает ценной саму уверенность, или отсутствие страха и сомнений, или решительность, или стремление что-то сделать. Хотя определение "самоуверенности" включает в себя компонент "на самом деле навыков или ресурсов недостаточно для решения задачи", что указывает на применение некоего объективного критерия оценивания - это не означает, что употребляя этот эпитет, человек действительно провёл какое-то взвешенное объективное оценивание чужих способностей и ресурсов, или хотя бы осведомлён он них в какой-либо мере. И хотя в описании "уверенность в себе" иногда подразумевается критерий объективности: не просто оценка своих способностей как достаточных для решения задач, а оценка своих способностей как достаточных для решения задач в свете предыдущего опыта решения этих задач (что логически ведёт к выводу, что по этим определениям, всякий, кто берётся решить что-либо новое и уверен в успехе - не уверен в себе, а самоуверен; с другой стороны, по ним же получается, что если человек имел опыт успеха в решении задачи, и снова её решил, и претерпел провал - он был не самоуверенным, а уверенным в себе) - тем не менее, употребление название "уверенность в себе" не обязательно подразумевает учёт объективного опыта решения задач; кроме того, именно предыдущая история успехов в решении задач и способна порождать чрезмерную уверенность в себе - при этом, по определению, она не может называться самоуверенность, но только "обоснованной уверенностью". В этом смысле "самоуверенность" является формой оптимистического взгляда индивида на себя и ситуацию, в которой индивид оказался.

Русскоязычному слову соответствует англоязычный термин Self-confidence, который означает одновременно и уверенность в себе, и самоуверенность, как одно и то же понятие - то же, что и доверие к себе. Также имеется английский термин Overconfidence, без приставки само- (self-), более близкий по смыслу к русскому термину "самоуверенность", но означающий просто чрезмерную уверенность человека в чём-либо (часто, но не обязательно в своих способностях).

С ростом уверенности в себе и уменьшением страха появляется склонность к рискованному поведению. Слишком уверенный в себе человек может преуменьшать реальные риски и не обращать внимания на реальные угрозы, искажая, например, представления о своём здоровье (так, самоуверенный человек может искренне полагать, что он может безнаказанно курить и злоупотреблять спиртным). Высокая уверенность в себе часто порождает и питает ложные надежды (например, люди необоснованно полагают, что смогут легко отказаться от вредных привычек; или что если откроют свой ресторан - то он преуспеет, а не прогорит, как большинство; и т.п.).
Некоторые авторы предположили, что не просто уверенность, а чрезмерная уверенность — вера в то, что вы лучше, чем вы есть на самом деле — выгодна и полезна, поскольку она служит для повышения амбиций, морального духа, решимости, настойчивости или достоверности блефа, создавая самоисполняющееся пророчество, в котором преувеличенная уверенность на самом деле увеличивает вероятность успеха. Однако она также ведёт к определённым рискам и издержкам. Хотя на первый взгляд может показаться парадоксальным то, что в человеческом обществе, среди конкурирующих стратегий поведения, может систематически выигрывать стратегия, имеющая такие издержки и риски, существует ряд эволюционных моделей, показывающих, что чрезмерная уверенность максимизирует индивидуальную приспособленность, и популяции будут иметь тенденцию к распространению, закреплению и повышению выраженности самоуверенности, пока выгоды от оспариваемых ресурсов достаточно велики по сравнению с затратами на конкуренцию, и этот результат сохраняется для широкого ряда условий обитания. Напротив, «рациональные» беспристрастные стратегии стабильны только в ограниченном - и гораздо более узком - диапазоне условий. Данный вопрос относится к области исследования эволюционно-стабильных стратегий поведения, теории игр, и в частности - к исследованиям игры «ястребы и голуби».